# Джано-делл-Умбрія
Джано-делл-Умбрія (італ. Giano dell'Umbria) — муніципалітет в Італії, у регіоні Умбрія, провінція Перуджа.
Джано-делл-Умбрія розташоване на відстані близько 105 км на північ від Рима, 35 км на південний схід від Перуджі.
Населення — 3819 осіб (2014).

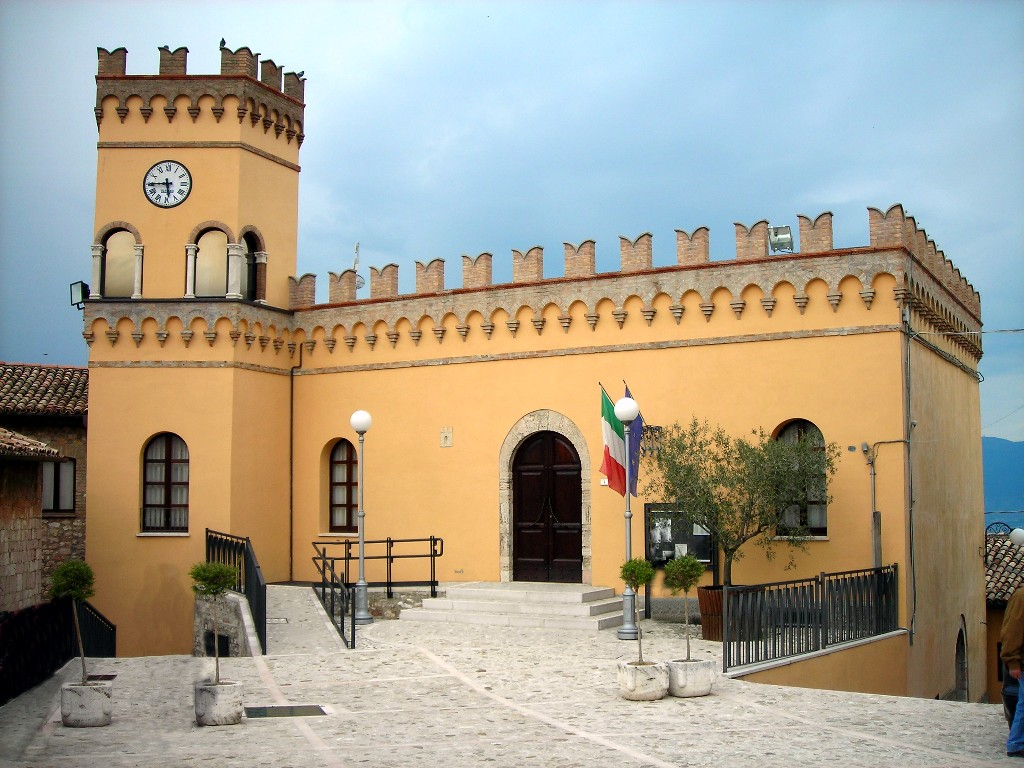

Щорічний фестиваль відбувається 30 жовтня. Покровитель — San Felice.

## Демографія
Населення за роками:

Станом на 1 січня 2023 року в муніципалітеті офіційно проживало 776 іноземців з 28 країн, серед них 279 громадян країн Євросоюзу та 5 громадян України.

## Сусідні муніципалітети
- Кастель-Ритальді
- Гуальдо-Каттанео
- Масса-Мартана
- Монтефалько
- Сполето